# Gmina zbiorowa Steimbke
Gmina zbiorowa Steimbke (niem. Samtgemeinde Steimbke) – gmina zbiorowa położona w niemieckim kraju związkowym Dolna Saksonia, w Nienburg (Weser). Siedziba administracji gminy zbiorowej znajduje się w miejscowości Steimbke.

## Podział administracyjny
Do gminy zbiorowej Steimbke należą cztery gminy:
1. Linsburg
2. Rodewald
3. Steimbke
4. Stöckse